# Fleurs de sel

Fleurs de sel est un téléfilm français réalisé par Arnaud Sélignac réalisé en 1999.

## Synopsis
Le mari de Julie vient d'entrer en prison. Elle doit désormais élever sa petite fille Clara toute seule et faire face à une série de coups durs. C'est la rencontre de deux femmes, Madeleine et Agnès, qui va changer le cours de sa vie. Madeleine est également femme de détenu et Agnès vit sous la coupe d'un père tyrannique. Toutes trois vont se serrer les coudes et l'amitié sincère qui naît entre elles les poussent à reprendre en main leurs destins…

## Fiche technique
- Réalisateur : Arnaud Sélignac
- Scénario : Alexandra Deman
- Musique : Marc Perier et Alan Corno
- Photographie : Eric Guichard
- Son : Pierre Gauthier
- Genre : romance
- Durée : 92 minutes
- Date de sortie : 3 mai 1999

## Distribution
- Sophie Duez : Julie Dubreuil
- Catherine Jacob : Madeleine de Renoncourt
- Caroline Baehr : Agnès Bernon
- Bernard Yerlès : Paul Dubreuil
- François Berléand : Édouard de Renoncourt
- Frédéric Pierrot : Philippe Cavala
- Laurent Olmedo : Fidel Masco
- Marc Fayolle : Ernest
- Bernard Ballet : Lucien Bernon
- Lucie Barret : Clara Dubreuil
- Joséphine Draï : Sandrine de Renoncourt
- François Giraudeau : Xavier Martinez
- Laetitia Reva : Suzanne